# Bisdom Girardot
Het bisdom Girardot (Latijn: Dioecesis Girardotensis) is een rooms-katholiek bisdom met als zetel Girardot, in Colombia. Het bisdom is suffragaan aan het aartsbisdom Bogota. 

## Geschiedenis
Het bisdom werd opgericht op 29 mei 1956, uit delen van het aartsbisdom Bogota. 

## Parochies
Het bisdom had in 2021 een oppervlakte van 4.800 km2 en telde 944.780 inwoners waarvan 80,0% rooms-katholiek was.

## Bisschoppen
- Alfredo Rubio Diaz (29 mei 1956 - 12 februari 1961)
- Ciro Alfonso Gómez Serrano (8 april 1961 - 24 juli 1972)
- Jesús María Coronado Caro (10 februari 1973 - 30 juli 1981)
- Rodrigo Escobar Aristizábal (21 mei 1982 - 17 september 1987)
- Jorge Ardila Serrano (21 mei 1988 - 15 juni 2001)
- Héctor Julio López Hurtado (15 juni 2001 - 11 juli 2018)
- Jaime Muñoz Pedroza (11 juli 2018 - heden)

## Galerij van afbeeldingen

Wapen van het bisdom Girardot

Bogota (aartsbisdom) · Engativá · Facatativá · Fontibón · Girardot · Soacha · Zipaquirá